# 円訂
円訂（えんてい、生没年不明）は、奈良時代の僧。

## 来歴
天平12年（740年）、審祥が日本初の花厳経の講義をしたとき、慈訓や鏡忍とともに複師を務めたという。